# Periplus

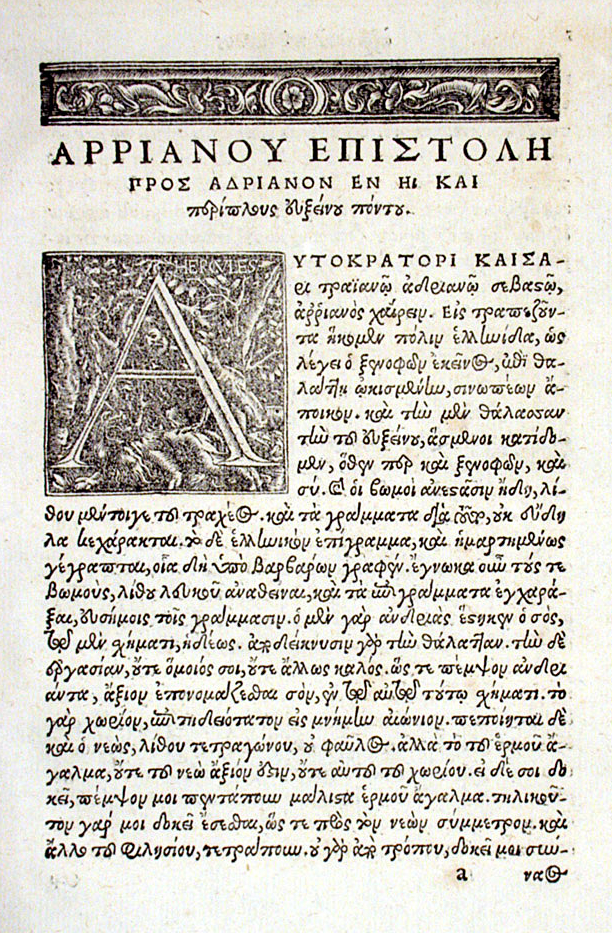
Beginn von Arrians Periplous Euxeinou Pontou in der Editio princeps von Johann Froben und Nicolaus Episcopius, Basel 1533

Periplus (latinisiert vom griechischen Begriff Periplous; altgriechisch περίπλους, Plural περίπλοι períploi „Küstenfahrt, Umschiffung“) ist ein Begriff aus der antiken Nautik und Seekriegstaktik.
In einer Bedeutung ist Periplus eine schriftliche Navigationshilfe in der Antike. Derartige „Bücher“ enthielten eine Seerouten-Beschreibung, die eine Orientierung in fremden Gewässern ermöglichte. Das Wesentliche war eine geordnete Liste oder ein Katalog der Häfen und Landmarken einer Küstenlinie mit den ungefähren Entfernungen zueinander.
In Anlehnung an diese Bedeutung tragen aber auch Fahrten- oder Reisebeschreibungen den Namen Periplus, etwa der karthagische Periplus von Hanno dem Seefahrer (auch Periplus Hannonis), aus dem 5. Jahrhundert v. Chr. und einzig überliefert im Codex Palatinus Graecus 398, der Periplus des Skylax aus dem späten 4. Jahrhundert v. Chr., die Handelsroutenbeschreibung Periplus Maris Erythraei (ein um die Mitte des 1. Jahrhunderts von einem Seefahrer aus Alexandria auf Griechisch verfasstes Handbuch für den Warenimport und -export von Ostafrika bis Indien) oder der Periplus Arrians im Bereich des Schwarzen Meeres.
Die Periploi bildeten die Grundlage zur späteren Entwicklung der Portolane.
In anderer Bedeutung steht Periplus für eine besondere Taktik in der antiken Seekriegsführung, nämlich das Umfahren gegnerischer Schiffe. Thematisch verwandt mit Periplus ist der Stadiasmos, latinisiert Stadiasmus, in der Antike ein „Meilenweiser“ in Buchform oder als Steinsäule.